# Rødøy kommun
Rødøy kommun (norska: Rødøy kommune) är en kommun i landskapet Helgeland i Nordland fylke i norra Norge. Kommunens centralort är Vågaholmen.
Angränsande kommuner är Meløy i nordöst, Rana i sydöst och Lurøy i sydväst. Kommunen har även en maritim gräns med Røsts kommun i nordväst och med Træna kommun i väster. 

## Administrativ historik
Rødøy kommun bildades på 1830-talet, samtidigt med flertalet andra norska kommuner.
Dagens gränser härstammar från 1884 då kommunen delades och Meløy kommun bildades.

## Näringsliv
Huvudnäringarna är jordbruk, fiske och fiskodling. På ön Rødøya finns också ett värdshus, Klokkergården.

## Tätorter
I Rødøy kommun finns inga tätorter.

## Socknar
Inom Norska kyrkan motsvaras Rødøy kommun av Rødøy socken i Nord-Helgelands prosteri i Sør-Hålogalands stift.